# Мирове (Покровський район)
Мирове — (колись Фі́длерове, Мало-Василівка, Високе Поле, Первома́йське) село Білозерської міської громади Покровського району Донецької області, Україна. Знаходиться над річкою Гнилуша.

## Пам'ятники
- 21.02.2013 року в селі було проведено урочисте відкриття пам'ятника загиблим радянським воїнам 106 стрілецької дивізії у зимовій кампанії 1942 року[джерело?].
- 31 березня 2017 року працівники Добропільської районної ради взяли участь у толоці в селі Первомайське. Разом з сільською громадою висадили дерева, кущі в рамках проєкту обласної екологічної акції з висадки дерев «Алея єднання», яка присв'ячена відзначенню 85-річчя Донецької області.[1]
- Військове поховання загиблим воїнам в роки другої світової війни. По даним Добропільського ОГВК солдати 41 гвардійського стрілецького полку 14 гвардійської стрілецької дивізії, 442 стрілецького полку 106 стрілецької дивізії, 180 стрілецького полку 60 гвардійської дивізії.
- 10 квітня 2024 року Комітет Верховної Ради України з питань організації державної влади, місцевого самоврядування, регіонального розвитку та містобудування підтримав перейменування села на Мирове[2].

## Галерея

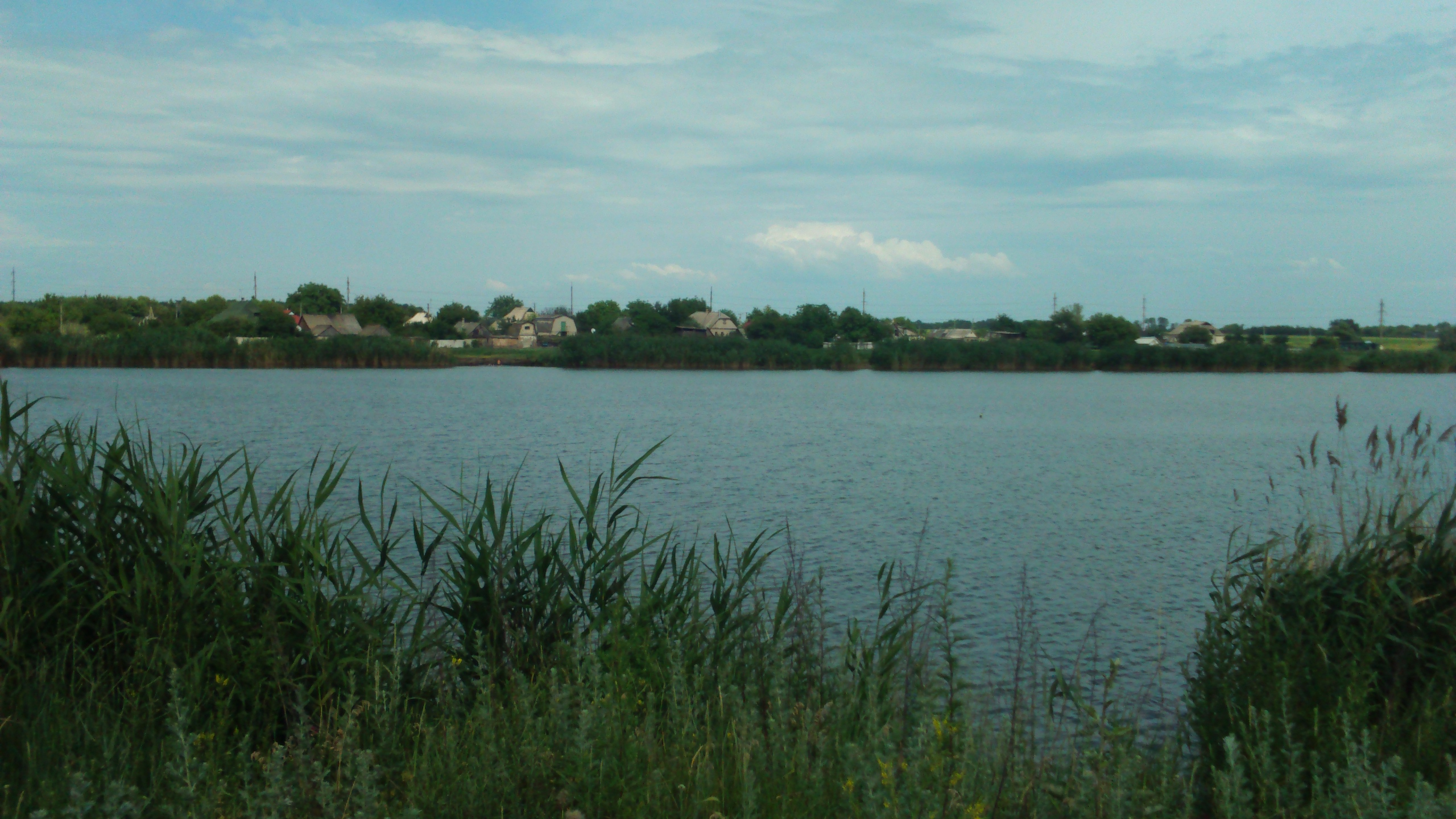
Ставок у селі